# Yesterday, Yes a day
『Yesterday, Yes a day』（イエスタデイ、イエス ア デイ）は、岩本ナオによる日本の漫画作品。
『月刊フラワーズ』（小学館）にて2006年4月号 - 6月号、9月号 - 11月号に連載された。単行本は全1巻。

## あらすじ
田舎の小さな町・雨無村で暮らす小麦。母親が入院中で、淋しさを抱えながら日々を過ごしていたが、東京の進学校に通っていた幼なじみの多喜二が村へ帰ってきた。子どもの頃のように過ごす機会が多くなる2人だが、幼い頃とは違い、やはり気持ちにも変化があり……。

## 登場人物
春野 小麦（はるの こむぎ）
高校1年生。母親が3年以上入院しており、隣家の多喜二の祖母のところで朝食・夕食を一緒に摂らせてもらっている。
多喜二（たきじ）
小麦の同い年の幼なじみ。小学4年生の時に東京へ引っ越したが、都会の環境に馴染めず、高校1年生の夏休みに村へ帰り、祖母とともに住む。小麦のことを好きになる。
春野 昴（はるの すばる）
小麦の兄。母親の見舞いに行くこともなく、毎日遊び歩いている。
春野 ルイ（はるの るい）
小麦の親友。スバルのことが好き。雨無村には「春野」姓が多いため、同じ苗字の赤の他人。